# جوي إنريكيز
جوي إنريكيز (بالإنجليزية: Joy Enriquez)‏ هي مغنية وممثلة أمريكية، ولدت في 6 يونيو 1978 في ويتير في الولايات المتحدة.

## وصلات خارجية
- الموقع الرسمي
- جوي إنريكيز على موقع IMDb (الإنجليزية)
- جوي إنريكيز على موقع ألو سيني (الفرنسية)
- جوي إنريكيز على موقع ميوزك برينز (الإنجليزية)
- جوي إنريكيز على موقع أول موفي (الإنجليزية)
- جوي إنريكيز على موقع أول ميوزيك (الإنجليزية)
- جوي إنريكيز على موقع ديسكوغز (الإنجليزية)
- جوي إنريكيز على موقع قاعدة بيانات الفيلم (الإنجليزية)
- جوي إنريكيز على موقع كينوبويسك (الروسية)